# Wilhelm Lax
Richard Wilhelm Lax (* 21. Dezember 1874 in Dresden; † 28. August 1955 in Radebeul) war ein deutscher Manager der Chemischen Industrie.

## Leben
Wilhelm Lax studierte Chemie an der Technischen Hochschule Dresden, wo er sich dem Corps Teutonia anschloss. Nach Abschluss des Studiums mit dem Diplom-Chemiker-Examen und Promotion zum Dr.-Ing. trat er 1899 als Chemiker in die Chemische Fabrik v. Heyden ein, wo er Prokurist und Oberbetriebsleiter der Radebeuler Fabrik wurde. Im April 1919 wurde er zum Vorstandsmitglied und Technischen Direktor berufen. Zudem war er seit 1926 Vizepräsident der Heyden Chemical Corporation in New York. Im Juni 1932 schied er aus dem Vorstand aus.
Lax war verheiratet und hatte drei Kinder.